# Думбравени (Васлуј)
Думбравени (рум. Dumbrăveni) насеље је у Румунији у округу Васлуј у општини Гарчени. Oпштина се налази на надморској висини од 273 m.

## Становништво
Према подацима из 2002. године у насељу је живело 315 становника, од којих су сви румунске националности.